# 齊尼亞 (堪薩斯州)
齊尼亞（英語：Xenia）為位在美國堪薩斯州波旁縣富蘭克林鎮區的非建制地區。

## 歷史
波旁縣於1855年設立，後來在1856年，約翰·范·西可（John Van Syckle）、塞繆爾·斯蒂芬森（Samuel Stephenson）及查爾斯·安德森（Charles Anderson）等人開始定居於齊尼亞地區。
約翰·范·西可及其父親於1858年設立齊尼亞村。此社區名稱以俄亥俄州的城市齊尼亞來命名。年輕時期的范·西可在此村落開設了第一家商店，店內提供了一些日常用品。
當佩魯（Peru，隸屬林縣）的郵政局於1858年遷至齊尼亞後，此地的郵政局因而在同年11月29日成立。曾於1858年8月5日至同年11月29日期間擁有郵政局的佩魯現今成為一座鬼鎮。約翰·范·西可除了為齊尼亞首位商人以外，後來也成為齊尼亞首任郵政局長。
此地區首間教堂由衛理公會所建造，於1876年建成。
1878年，富蘭克林鎮區人口有1,474人，為波旁縣人口第四多的地區。當時此縣最多人口的地區為縣治斯科特堡，人口有5,081人；次多為斯科特鎮區，人口有2,036人；第三多則為馬里恩鎮區，人口有1,676人，馬里恩鎮區坐落於波旁縣西端，且正好位於富蘭克林鎮區南邊。
1910年，齊尼亞的郵政局已有匯票，當時人口有115人。齊尼亞的郵政局於1926年8月31日歇業。

## 地理
齊尼亞海拔317公尺（1,040英尺），坐落在波旁縣西北角，鄰近K-65，且在小歐塞奇河和萊姆斯通溪匯合處西方。該地區位在斯科特堡西北方，兩地相距約29公里（18英里）。

## 外部連結
- Grand Lodge of Kansas A.F.&A.M. （页面存档备份，存于）
- Xenia Baptist Church （页面存档备份，存于）
- Xenia history in 1912